# シマノ・SLX
SLXは、株式会社シマノが開発し、2008年8月から発売されているマウンテンバイク向けコンポーネントである。型番としては当初はM660番台が付されていた。
2025年6月現在、XTR, DEORE XT, DEOREのワイヤレス変速システム化した新製品M9200, M8200, M6200発表とともに、シマノの公式ホームぺージから記述が消え、廃止されたと思われる。

## 概要
SLXは、XCレースやDHエンデューロ、トレイルライディング、ツーリングまで幅広いライディングスタイルに対応したコンポーネントである。
当初、同社のクロスカントリー向けコンポーネントであるDeore LXから分化するかたちでのモデルチェンジとなっているが、600系の型番が付されていることや、オールマウンテン向けと発表されていることから、事実上、同社のHONEの後継とみられた。
- フロントハブに、従来の9ミリ軸のハブに加え、オールマウンテン、ダウンヒルで用いられるようになった、高強度の20ミリスルーアクスルのものが追加されたが、クランクセットは従来どおりトリプルギア(44T-32T-22T,48T-36T-26Tの2種類を用意)のものに加えてダブルギア(36T-22T)も用意され、技術的にはボトムブラケット一体設計のHOLLOWTECH2が引き続き採用されている。フロントディレイラーはこの2枚構成のクランクセットに専用のものを用意し、ブレーキは引き続き油圧式ディスクブレーキが採用されるが、新設計となり制動力が20%向上している。カセットスプロケットはSAINTと同じもの(CS-HG80-9)が使われ、シフトレバーにはラピッドファイヤ方式が採用される。

2010年にM663orM66*-10系として、3×10変速のモデルを追加した。
2012年にM670シリーズが発売されシングルテンションとスタビライザーでチェーン落ちを防ぐ、シマノ・シャドー・RD+登場、2016年にはM7000シリーズで11速化した。
2019年にはM7100シリーズでXTRから遅れること1年で10枚歯のトップギアを実現するカセットスプロケットとフリーハブのMICRO SPLINE及びHYPERGLIDE+を導入、12速化しフロントトリプルが廃止された。